# Вудланд (Северна Каролина)
Вудланд (енгл. Woodland) град је у америчкој савезној држави Северна Каролина.

## Демографија
По попису из 2010. године број становника је 809, што је 24 (-2,9%) становника мање него 2000. године.
| Група             | 2000.       | 2010.       |
| Белци             | 422 (50,7%) | 394 (48,7%) |
| Афроамериканци    | 398 (47,8%) | 382 (47,2%) |
| Азијати           | 0 (0,0%)    | 4 (0,5%)    |
| Хиспаноамериканци | 8 (1,0%)    | 9 (1,1%)    |
| Укупно            | 833         | 809         |